# Symmeria
Symmeria, monotipski biljni rod drveća ili  grmova iz porodice dvornikovki (Polygonaceae). Rasprostranjen je po tropskoj Americi i Africi. 

## Sinonimi roda
- Amalobotrya Kunth ex Meisn.; Prodr. [A. DC.] 14: 185 (1856 publ. 1857)
- Thurnheyssera Mart. ex Meisn.; Prodr. [A. DC.] 14: 185 (1856)

## Sinonimi vrste
- Amalobotrya latifolia Kunth ex Meisn.; Prodr. [A. DC.] 14: 185 (1856 publ. 1857)
- Thurnheyssera tragopyrum Mart. ex Meisn.; Prodr. [A. DC.] 14: 186 (1856)